# Červené Dřevo
Červené Dřevo (německy Rothenbaum) je zaniklá vesnice na území obce Chudenín, v k. ú. Fleky v okrese Klatovy v Plzeňském kraji. Nacházela se asi 1,5 kilometrů východně od česko-bavorské hranice, severovýchodně od turistického přechodu Fleky – Hofberg.
Administrativně spadala vesnice pod Fleky.

## Název
Poetický název Červené Dřevo vycházel z toho, že zde rostly stromy s červenou kůrou, zřejmě modříny. Podle pověsti, která se váže k založení kostela vydlabal zbožný pastýř kmen stromu, který natřel červenou barvou. Do něj pak vložil sošku Panny Marie.

## Historie
Ves byla založena ve druhé polovině 17. století Lamingery z Albenreuthu. V roce 1676 byl založen zdejší kostel Panny Marie Bolestné a fara. Zcela dostavěn byl kostel s farou v roce 1680 a v témže roce vysvěcen. Původní zasvěcení kostela bylo Navštívení Panny Marie (Maria Heimsuchung), což potvrzují i nejstarší kostelní účty počínající rokem 1682. Zasvěcení kostela tomuto svátku uvádí i Schallerova topografie z roku 1789. Naproti tomu o padesát let mladší Sommerova topografie uvádí kostel jako zasvěcený Bolestné Panně Marii. Inventář kostela z roku 1829 sice zasvěcení kostela nezmiňuje, ale na hlavním oltáři uvádí obraz Bolestné Panny Marie pořízený roku 1777. K nové farnosti pak byly připojeny i další vesnice Lamingerů. Do založení kostela spadaly okolní vesnice pod faru v Loučimi. Kromě kostela s farou měla vesnice i školu a tak byla spádovou vesnicí pro několik dalších samot.
Po druhé světové válce postihl vesnici odsun německého obyvatelstva. Následně byla do prostoru vesnice umístěna 1. rota pohraničního útvaru Červené Dřevo, 1. praporu Nýrsko, brigády Sušice. Drátěné zátarasy oddělily areál kostela, hřbitova, fary a poutní kaple od pustnoucí osady. Dne 3. května 1953 vyhořel kostel Panny Marie Bolestné a v prosinci 1957 zbořen a srovnán se zemí. V 60. letech byl jeden z původních statků přestavěný na zemědělský objekt. Po pádu železné opony a otevření hranic spolek vysídlených Němců a jejich potomků „Víra a domov“ odkryl základy kostela Marie Bolestné a částečně obnovil zdejší hřbitov. V roce 1997 pak spolek za podpory německých dárců pietně upravil základy kostela a na místě oltáře byl vztyčen dřevěný kříž. V roce 2013 se upravily a pietně uspořádaly i náhrobky ze zdejšího hřbitova.
V letech 1850–1899 k obci patřila Hadrava a v letech 1850–1920 také Fleky, Liščí a Pláně.

## Obyvatelstvo
Při sčítání lidu v roce 1921 zde žilo 59 obyvatel, z toho dva Čechoslováci a 57 obyvatel německé národnosti. Všichni obyvatelé  se hlásili k římskokatolické církvi.
| Rok            | 1869 | 1880 | 1890 | 1900 | 1910 | 1921 | 1930 | 1950 | 1961 | 1970 | 1980 | 1991 | 2001 | 2011 |
| -------------- | ---- | ---- | ---- | ---- | ---- | ---- | ---- | ---- | ---- | ---- | ---- | ---- | ---- | ---- |
| Počet obyvatel | 64   | 73   | 67   | 72   | 65   | 59   | 57   | 2    | —    | —    | —    | —    | —    | —    |
| Počet domů     | 9    | 10   | 10   | 11   | 11   | 12   | 12   | —    | —    | —    | —    | —    | —    | —    |